# Rhynchostegium tenuifolium
Rhynchostegium tenuifolium là một loài Rêu trong họ Brachytheciaceae. Loài này được (Hedw.) Reichardt miêu tả khoa học đầu tiên năm 1870.